# 歐洲鯉
欧洲鲤也称欧亚鲤（英語：Eurasian carp），是鯉屬下的一種淡水鱼，原產自黑海、里海至咸海周边的淡水流域，被人类引进到歐洲及土耳其各河流之中，野生欧洲鲤属于IUCN易危物种，但养殖的鲤鱼已經分佈於世界各地的水域中，甚至在許多地區成為了入侵物種，更被列為世界百大外來入侵種之一。鯉科（Cyprinidae）就是以其名稱命名的。

## 分类
歐洲鯉魚有两個亞種：
- 西鯉（Cyprinus carpio carpio）：以發現於東歐的模式种命名[2][4]
- Cyprinus carpio yilmaz：發現於土耳其安納托利亞和澳大利亞維多利亞州

歐洲鯉魚的變種：
- （Cyprinus carpio yilmaz）：產於土耳其。

曾归类为其亚种的东北亚鲤鱼——锦鲤（Cyprinus carpio haematopterus）及华南鲤（Cyprinus carpio rubrofuscus）已经升格为独立物種，即紅褐鯉（学名：Cyprinus rubrofuscus），就像其它同属物种，欧洲鲤能與紅褐鯉雜交，甚至也可以与鲫属的金鱼跨属杂交。

## 分布
本魚原產於歐洲与西亞，已引進世界各地。

### 引进
美國引進這種魚原本是为了啃食養殖魚塭上的藻類，沒想到因為暴風雨欧洲鲤鱼脫逃。牠們食量相當驚人，最大可以長到30公斤重，密西西比河多位船員還曾被躍起的鯉魚撞斷鼻樑或手臂。因为当地人不视其为食物，他們在河流中一路橫掃。目前被芝加哥的一面電網阻攔，無法游入五大湖。

## 特徵

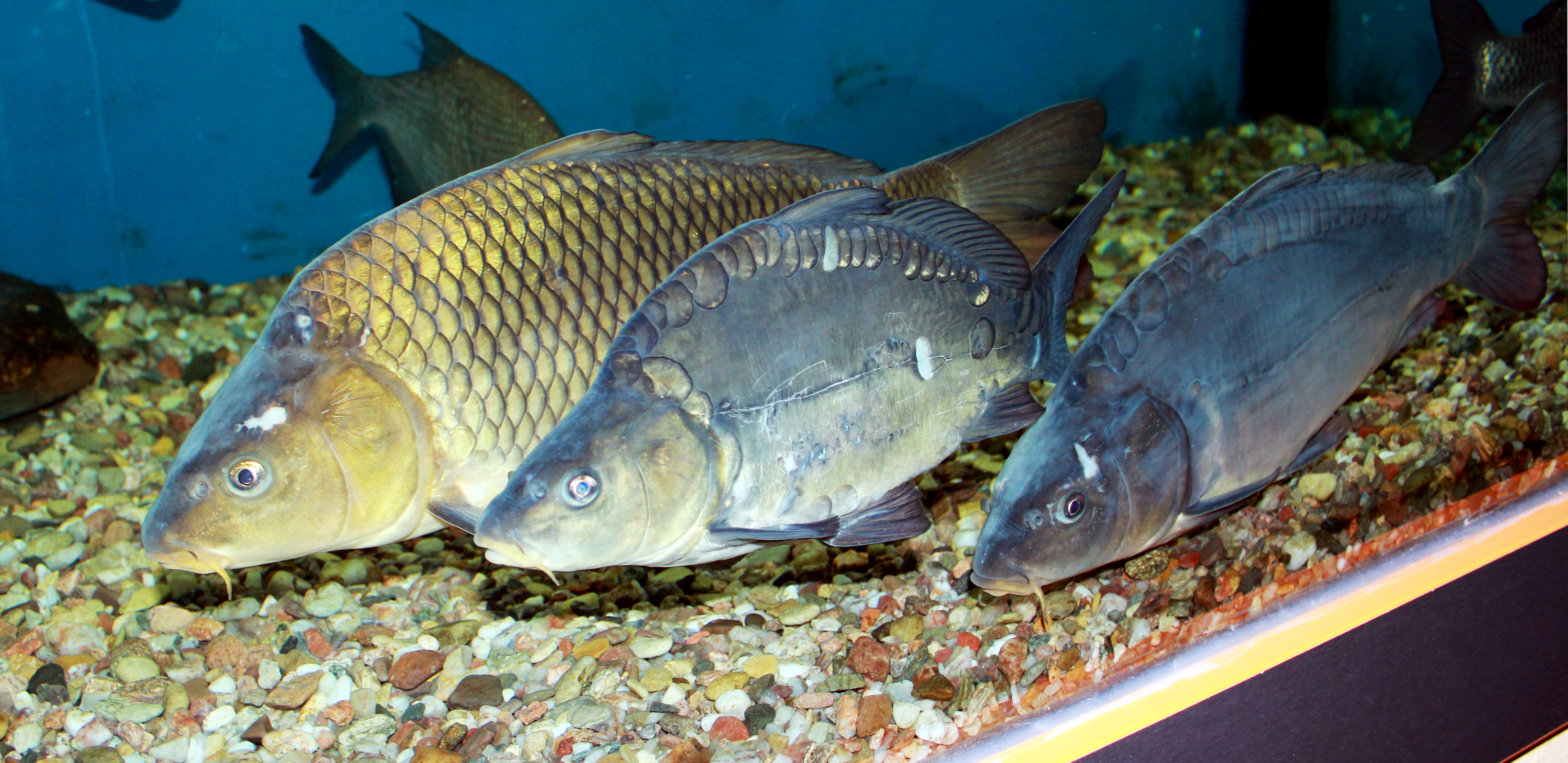
普通鲤鱼（左一）和德国鲤魚

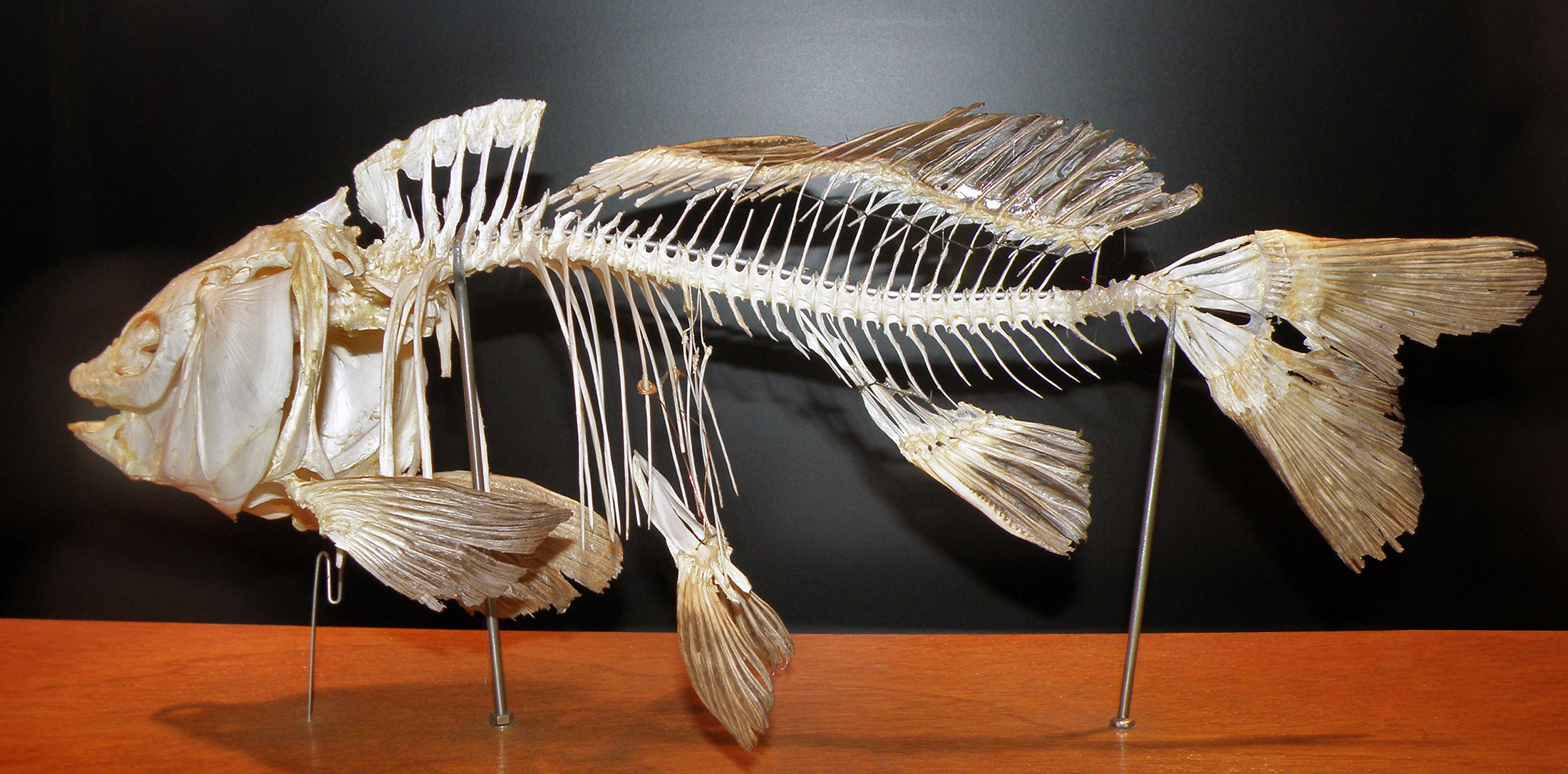
鲤鱼的骨骼

本魚體側扁而肥厚，具鬚2對，吻鬚短，頷鬚長。野生種體金黃色，養殖魚背部黃綠色，腹部淡黃色；各鱗形成網目狀斑紋，各鰭微黃色，尾鰭淺叉形，背鰭硬棘3至4枚；背鰭軟條17至23枚；臀鰭硬棘2至3枚；臀鰭軟條5至6枚；脊椎骨36至37個。其體長可達120（47英寸），重可达40（88磅）。

## 生態

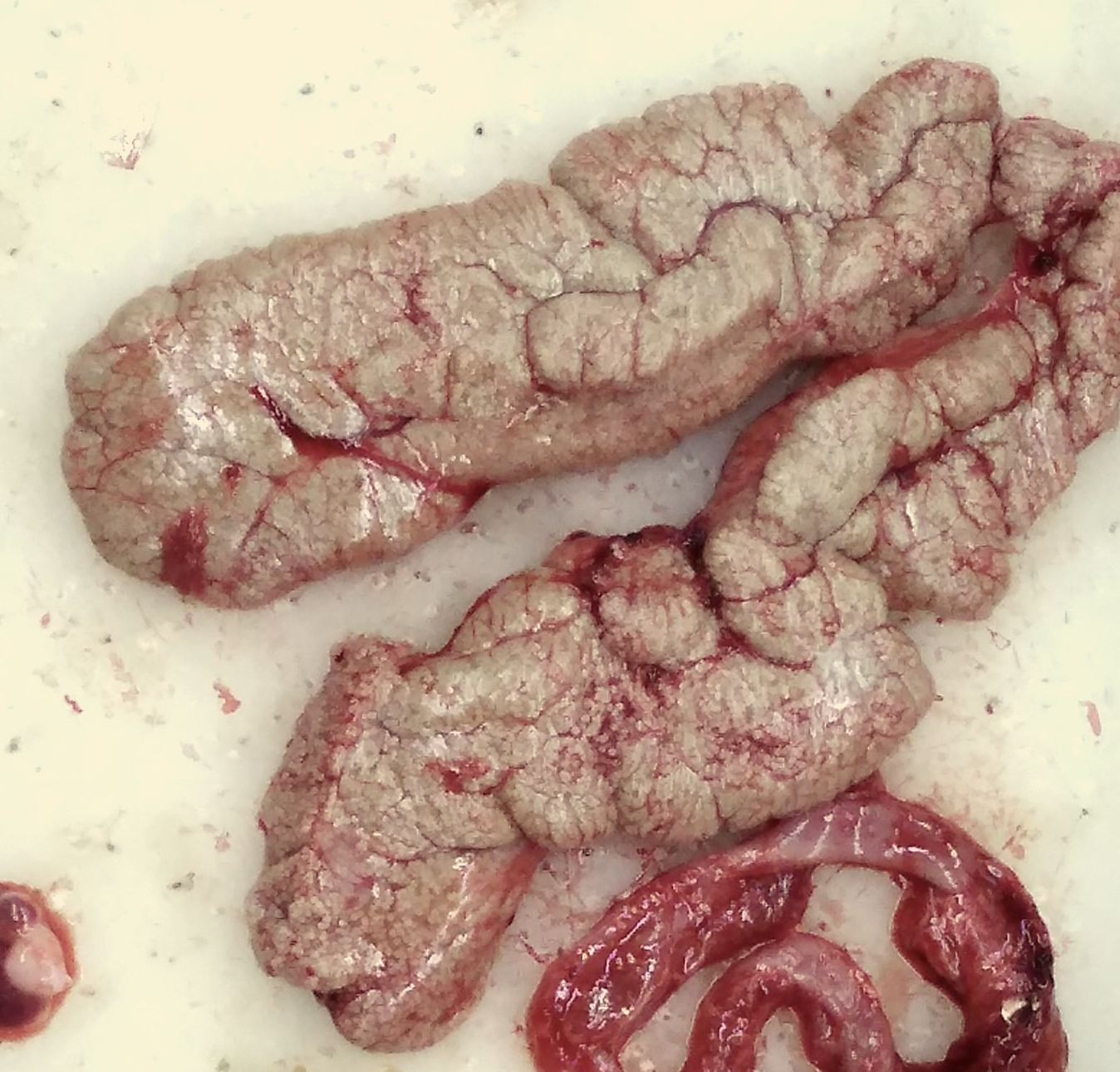
置於解剖盤中的刚摘下的鯉魚卵巢。

本魚為初級淡水魚，棲息於河川中下游、湖沼、水庫等水流靜止的地區，尤其喜好富營養之底層或水草繁生之水域。對環境的忍受力強，能在低溫及溶氧下生存，性活潑而善跳躍。屬雜食性，以藻類、水生植物及底棲動物等為食。
一条鲤鱼一次可产下30万枚卵，一年产卵量可达100万。